# Антонина
Антони́на — женское русское личное имя латинского происхождения; образовано от прилагательного лат. Antoninus («Антониев», «принадлежащий Антонию»). Последнее восходит к древнеримскому родовому имени Antonius (см. Антонии); происхождение которого неизвестно и соотносится, по одной из версий, с этрусским языком. Другая версия связывает Antonius с заимствованием из древнегреческого: возможно, оно происходит от др.-греч. ἀντέω, ἀντάω («состязаться», «вступать в бой») — одного из эпитетов Диониса. Известна народная форма имени, получившая распространение — Антони́да. Мужское парное имя — Антонин. Иной версией можно назвать происхождение имени Антонина от слова ἄνθος (а́нтос), что в переводе с греческого означает «цветок». Так согласно этой версии, имя Антонина означает «цветок».

## Именины
Православные именины (даты приводятся по григорианскому календарю):
- 9 января, 22 января, 30 января, 14 марта, 20 марта, 23 июня, 26 июня, 10 августа

Католические именины:
- 25 февраля, 1 марта, 3 мая, 4 мая, 12 июня